# Aojiru
Aojiru (青汁) é uma bebida  japonesa feita a partir de vegetais, mais comumente preparada a partir de couve ou grama de cevada.

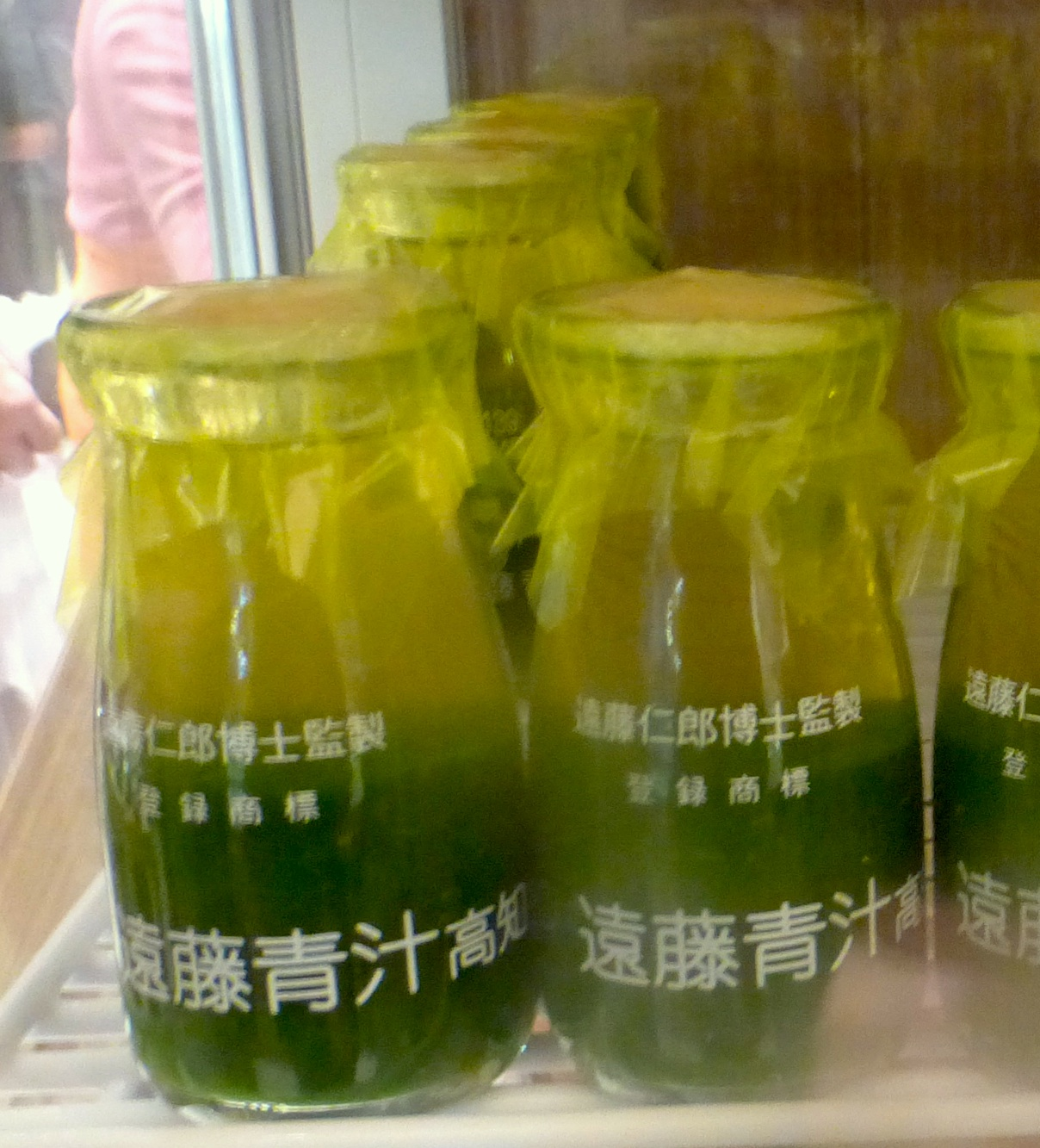
Aojiru engarrafado, 2015

Apesar de na língua japonesa moderna a palavra "ao" (青) significar "azul", historicamente seu significado é ambíguo, assumindo o significado de "verde".

## História
Aojiru foi desenvolvido no fim de 1943 por Niro Endo (遠藤仁郎, Endō Nirō), um médico do exército que fazia experiências com sucos extraídos das folhas descartadas de diversos tipos de vegetais, em uma tentativa de suplementar a dieta de sua família (já que o Japão, na época, era assolado pela Segunda Guerra Mundial). Ele creditou ao aojiru a cura de seu filho de uma pneumonia e de sua esposa de nefrite e, em 1949, concluiu que a couve era o melhor e mais benéfico ingrediente para a produção do suco.
O produto foi popularizado em 1983 pela empresa Q'SAI (キューサイ), que começou a comercializar aojiru feito 100% de couve em pó como um suplemento alimentar, e as vendas do produto cresceram vertiginosamente após o ano 2000, quando a gigante de cosméticos naturais Fancl começou a produzir e vender o suco em massa. Hoje, muitas empresas japonesas manufaturam variações do líquido, usando couve, cevada jovem ou folhas de komatsuna (Brassica rapa perviridis, couve-japonesa) como as bases para os produtos, e o mercado de aojiru movimentava mais de 500 milhões de ienes em 2005.

## Sabor
O gosto de aojiru é famosamente desagradável, de forma que beber um copo do líquido se tornou comum punição em game shows televisivos no Japão. Entretanto, novas fórmulas do suco tentam minimizar o amargor da bebida.
O suco é uma excelente fonte de certas vitaminas e minerais, e portanto deve-se ter cautela quando se estiver fazendo tratamentos médicos ou tomando determinados remédios. Os altos níveis de potássio, fósforo e vitamina A contidos no aojiru agravam a saúde de pacientes em diálise, enquanto os níveis elevados de vitamina K podem diminuir a eficácia de medicações para problemas circulatórios.